# 葉利謝耶夫岩
葉利謝耶夫岩（英語：Yeliseyev Rocks）是南極洲的岩層，位於毛德皇后地的阿斯特里德公主海岸，處於林諾爾門山南部，由德國探險隊發現和拍攝空中照片，現時由南極條約體系管理。